# La Clef (Tanizaki)
Pour les articles homonymes, voir La Clé.
La Clef (Kagi, 鍵) est un roman japonais écrit par Jun'ichirō Tanizaki, publié en 1956.

## Résumé
Écrit sous la forme d'un double journal intime, le récit alterne les entrées d'un professeur d'université, présenté comme un vieil homme sur le déclin (56 ans), et celles de sa jeune épouse (45 ans) aux « désirs insatiables ». Tous deux évoquent leur vie conjugale et sexuelle, insatisfaisante, et intriguent chacun à leur manière en vue de soigner leurs frustrations. Leurs jeux incluent leur fille ainsi qu'un ami de la famille.

## Personnages
- Le mari
- Ikuko, sa femme
- Toshiko, leur fille
- M. Kimura, le (potentiel) fiancé de leur fille

## Adaptations cinématographiques
- 1959 : L'Étrange Obsession, film japonais réalisé par Kon Ichikawa, avec Machiko Kyō et Ganjirō Nakamura.
- 1983 : La Clef (La chiave), film italien réalisé par Tinto Brass, adaptation érotique et libre du roman.
- 2014 : The Key, film américain réalisé par Jefery Levy, très vaguement inspiré du roman.